# Steven Sharp Nelson
Steven Sharp Nelson es un compositor y chelista estadounidense.
Estudió en la Universidad de Utah obteniendo un título de grado en música. Contrajo matrimonio con Julie y tiene 4 hijos.
Actualmente junto con el pianista Jon Schmidt conforma el dúo The Piano Guys.